# Ryczów (województwo śląskie)
Ryczów – wieś w Polsce położona w województwie śląskim, w powiecie zawierciańskim, w gminie Ogrodzieniec.
W latach 1975–1998 miejscowość położona była w województwie katowickim.

## Położenie
Ryczów znajduje się na Wyżynie Częstochowskiej. W okolicach wsi znajduje się wiele zbudowanych z wapieni wzniesień: Babia Góra, Bazelówka, Bednarka, Bolkowa, Cisownik, Długa Góra, Dupnica, Felinkowa, Góra Dębowa, Góra Kajdana, Kosia Góra, Księdza Góra, Łysa Pałka, Pański Kierz, Sołtysa Góra, Straszykowa Góra, Ruska Góra, Szczebel, Zbączysko. Oprócz skalistych wzgórz występują liczne pojedyncze, lub tworzące grupy skały wapienne. M.in. są to: Bazelowa, Wielki Grochowiec, Straszykowe Skały, Firkowa Skała, Kaczmarkowa Skała, Czubatka, Strażnica, Skała w Ryczowie.  Należą do tzw. Ryczowskiego Mikroregionu Skałkowego. Liczne z tych skał są atrakcyjne dla wspinaczy skałkowych.
Ryczów jest położony około 2 km od miejscowości Ryczów-Kolonia, powstałej w wyniku rozrastania się Ryczowa. Odległość od głównego miasta gminy (Ogrodzieńca) wynosi około 6 km. Miejscowość leży na Jurajskim Rowerowym Szlaku Orlich Gniazd.
Zabudowania wsi rozłożone są wzdłuż dwóch równoległych ulic na długości około 2 km, zazwyczaj tylko jeden dom/gospodarstwo jest przyległe do ulicy (ulicówka). 

## Historia
21 lutego 1944 roku Ryczów został spacyfikowany przez jednostki niemieckiego wojska, policji i żandarmerii. Niemcy wyprowadzili z domów mężczyzn i kobiety i prowadzili je w kierunku centrum wsi. Kobiety umieszczono w budynku szkoły, a mężczyzn podzielono na dwie grupy. W jednej znaleźli się mężczyźni w wieku do około 40 lat, którym sprawdzano dokumenty. Po zakończeniu tych czynności grupę około 40 mężczyzn zaczęto pod eskortą prowadzić w stronę pobliskiej skały. Jeden z nich Józef Chłosta, znający język niemiecki usłyszał, że zamierzają ich rozstrzelać. Większość grupy rzuciła się do ucieczki, a Niemcy zaczęli strzelać. Zginęło 12 mieszkańców wsi. Był to odwet za akcję przeprowadzoną przez żołnierzy AK z oddziału Gerarda Woźnicy "Hardego". Ciała rozstrzelanych złożono w miejscu kaźni, niemiecka administracja nie zgodziła się na ich godny pochówek. Zamordowano również trzech mieszkańców wsi wziętych za zakładników i przewiezionych do katowni gestapo w Pilicy. Pozostałych 17 więźniów umieszczono następnego dnia w obozie pracy KL Płaszów w Krakowie. Wydarzenie to upamiętnia pomnik znajdujący się w miejscu kaźni.
W Ryczowie znajduje się pomnik-cmentarz upamiętniający: mieszkańców zmarłych na epidemię cholery w 1852 roku, dwóch żołnierzy poległych podczas powstania styczniowego, zmarłych żołnierzy armii austriackiej i rosyjskiej w 1914 roku podczas I wojny światowej, mieszkańców zmarłych na epidemię tyfusu w 1917 roku, żołnierzy niemieckich poległych w 1945 roku podczas II wojny światowej.
W lesie pomiędzy wsiami Ryczów, Kwaśniów Górny i Krzywopłoty znajduje się kapliczka z 1864 roku oraz obok niej pomnik-ołtarz upamiętniający poległych w walce żołnierzy oddziału AK Gerarda Woźnicy ps. Hardy.

## Zabytki
- Pozostałości Zamku w Ryczowie z XIV i XVI wieku

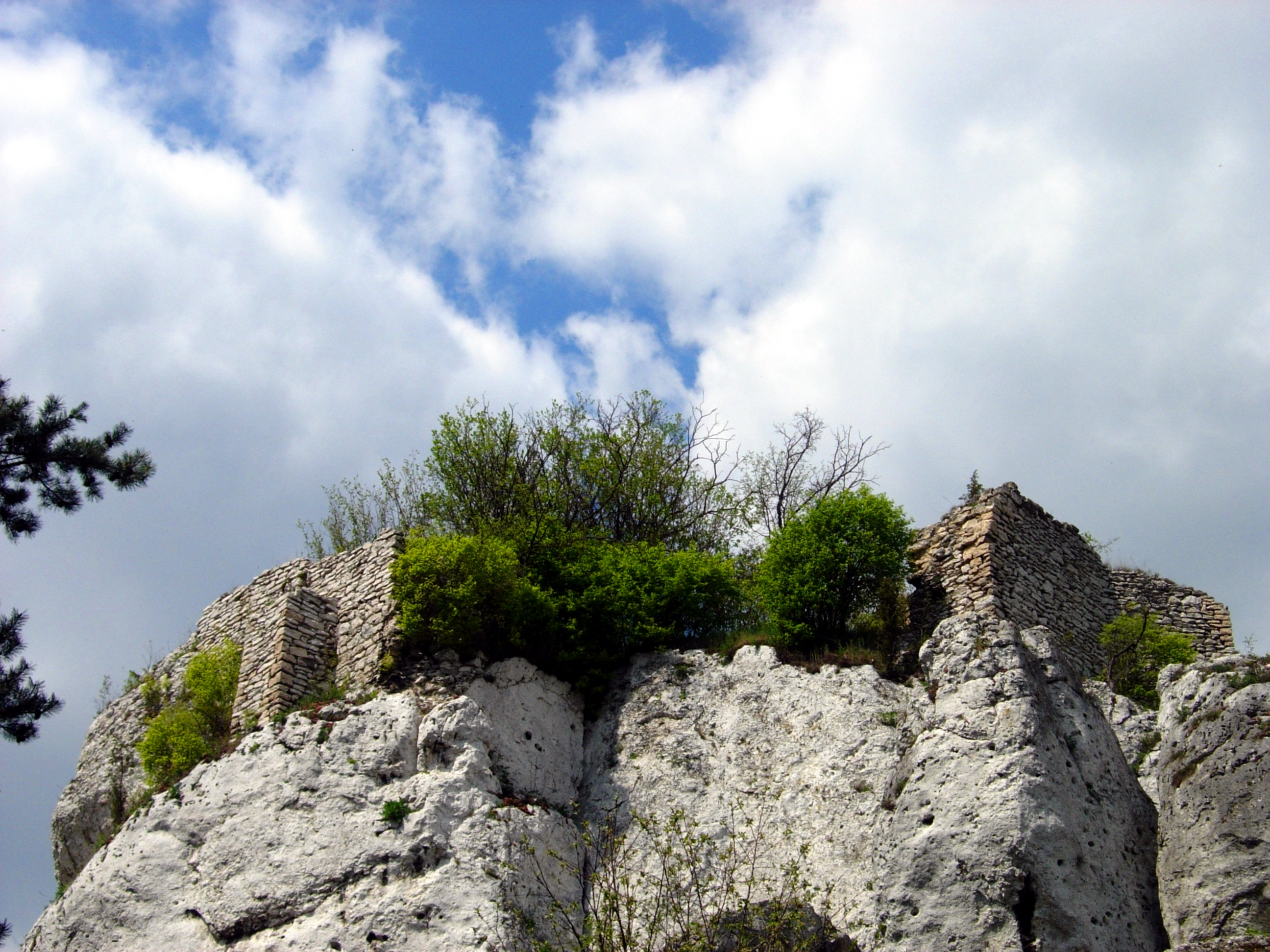
Ruiny strażnicy w Ryczowie
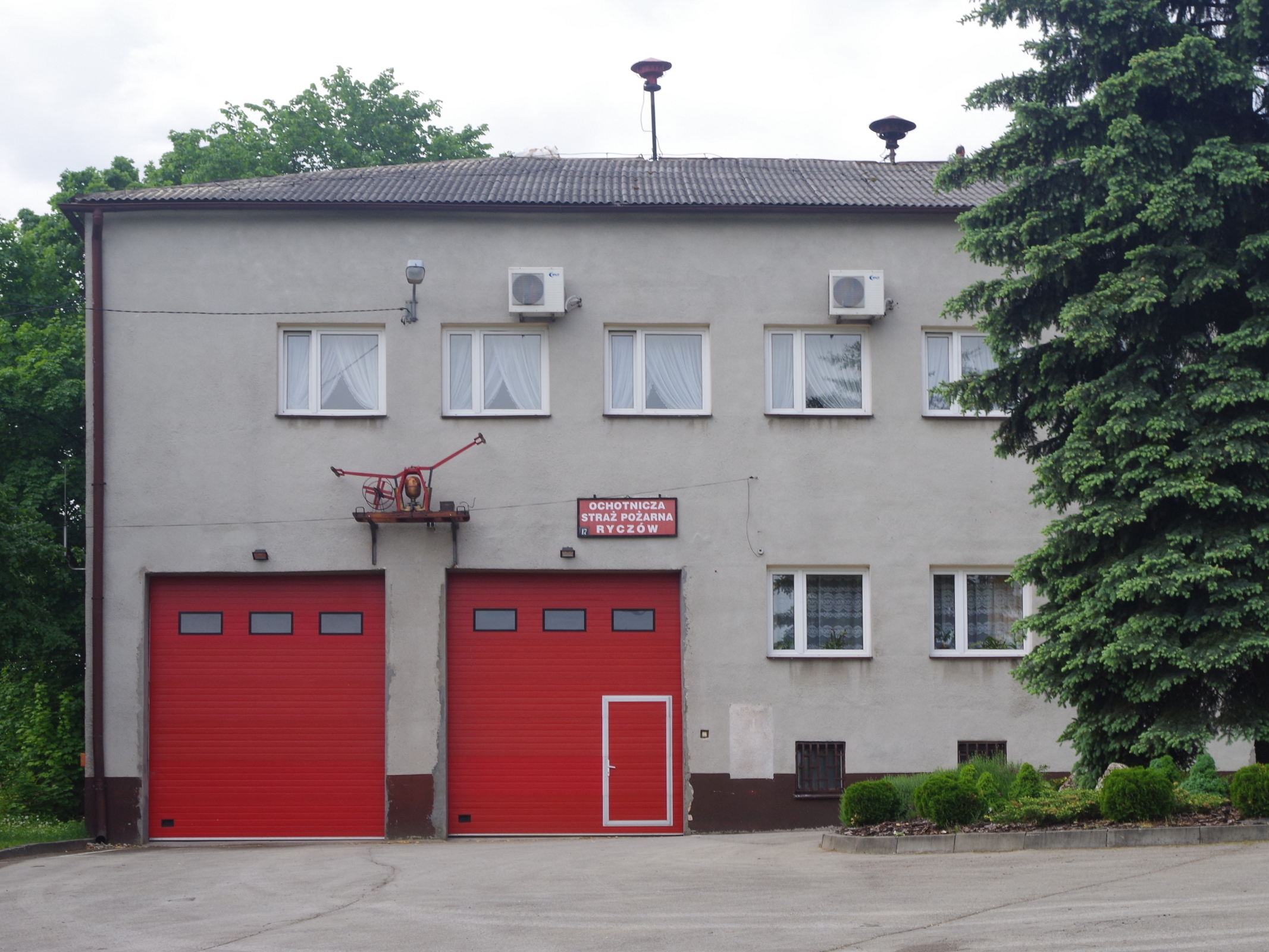
Remiza OSP
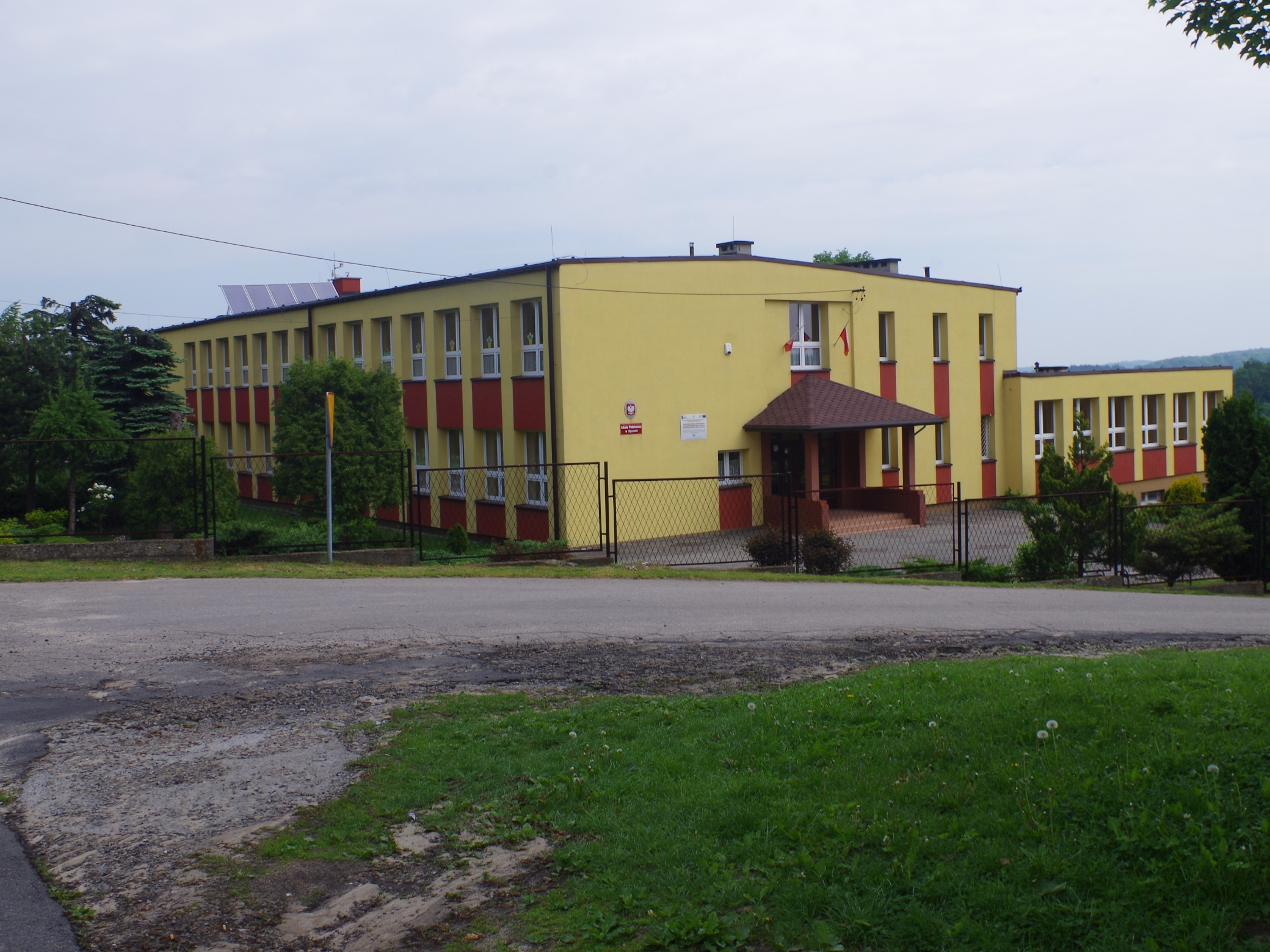
Szkoła
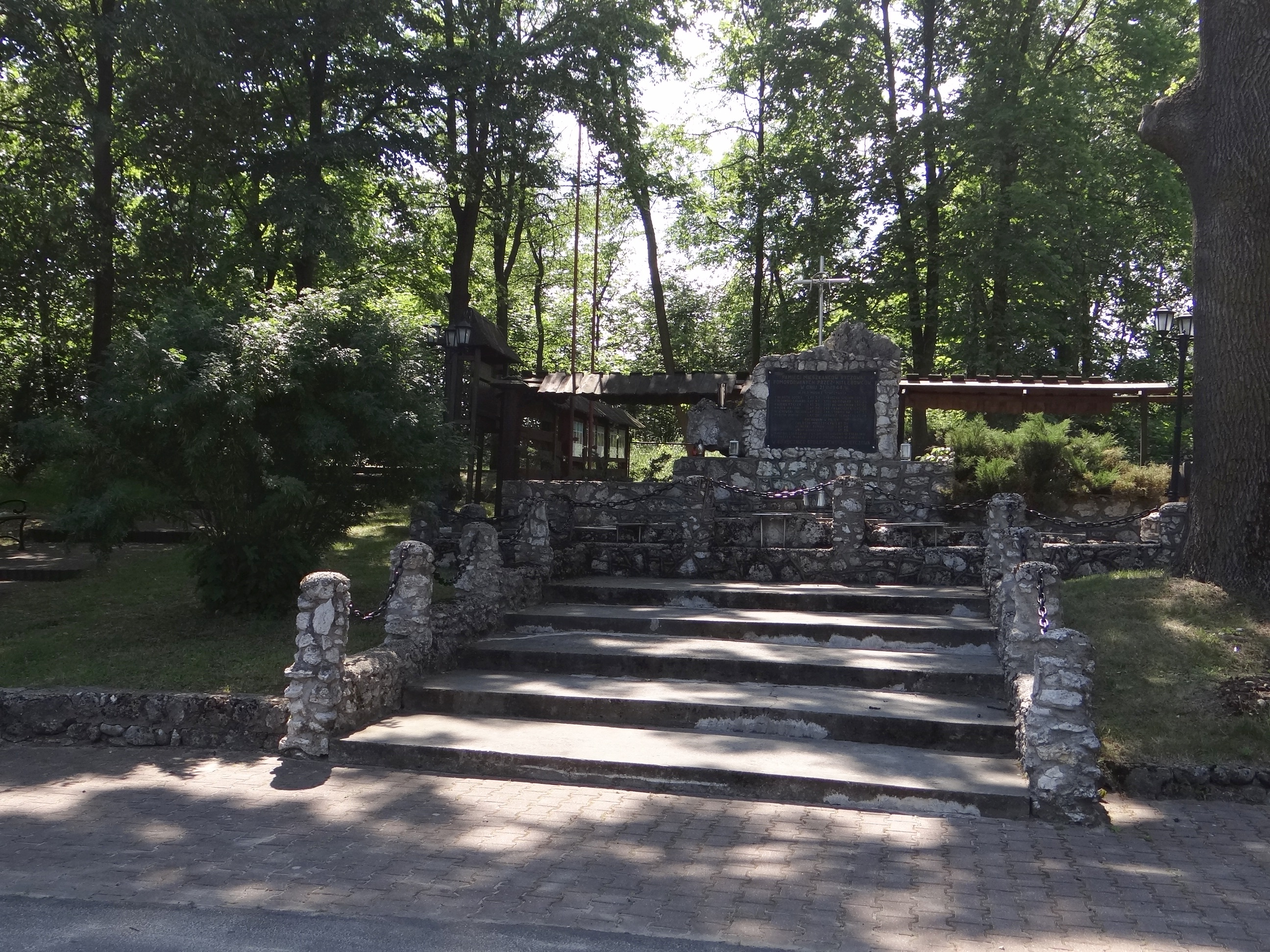
Zbiorowa mogiła
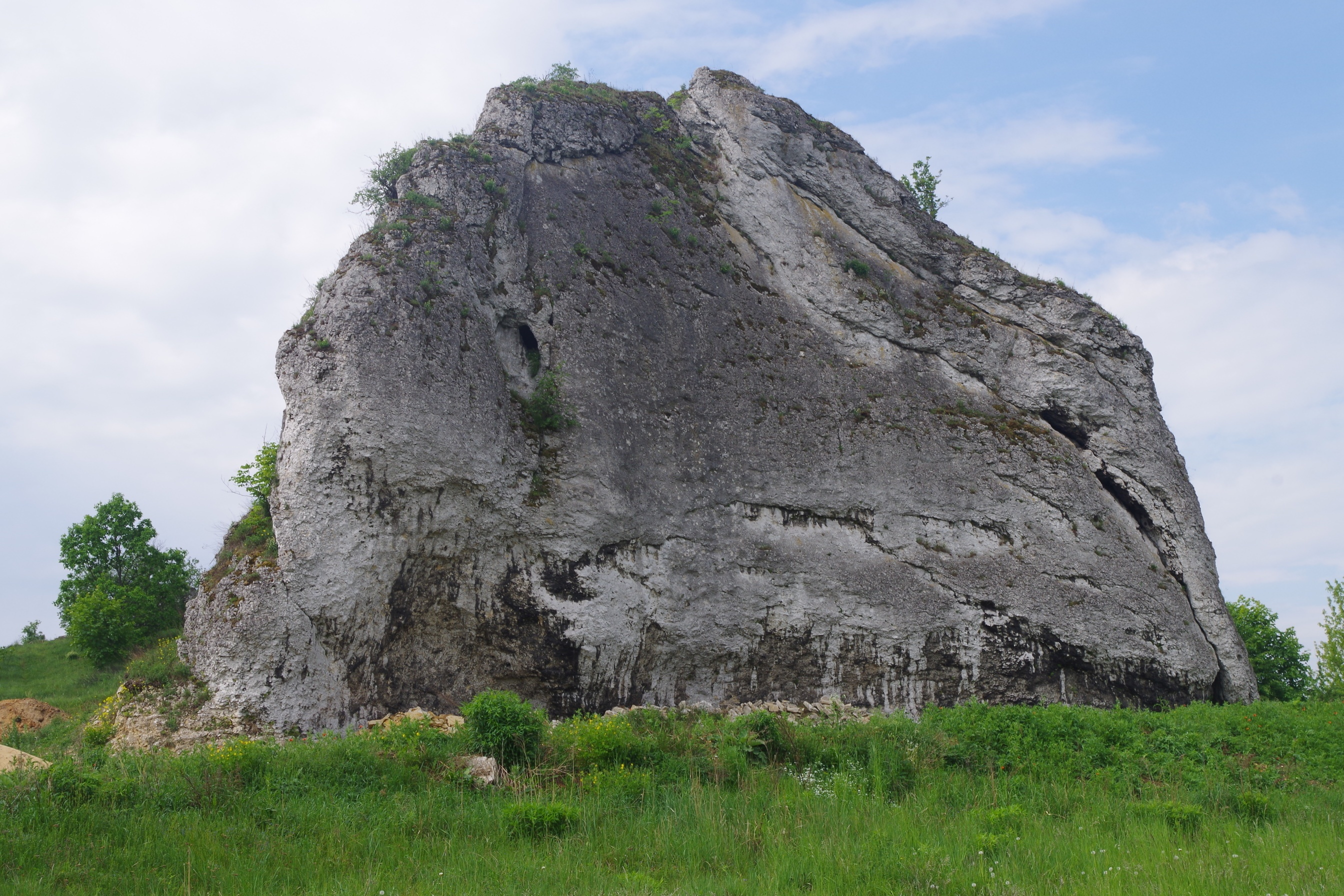
Skała obok szkoły
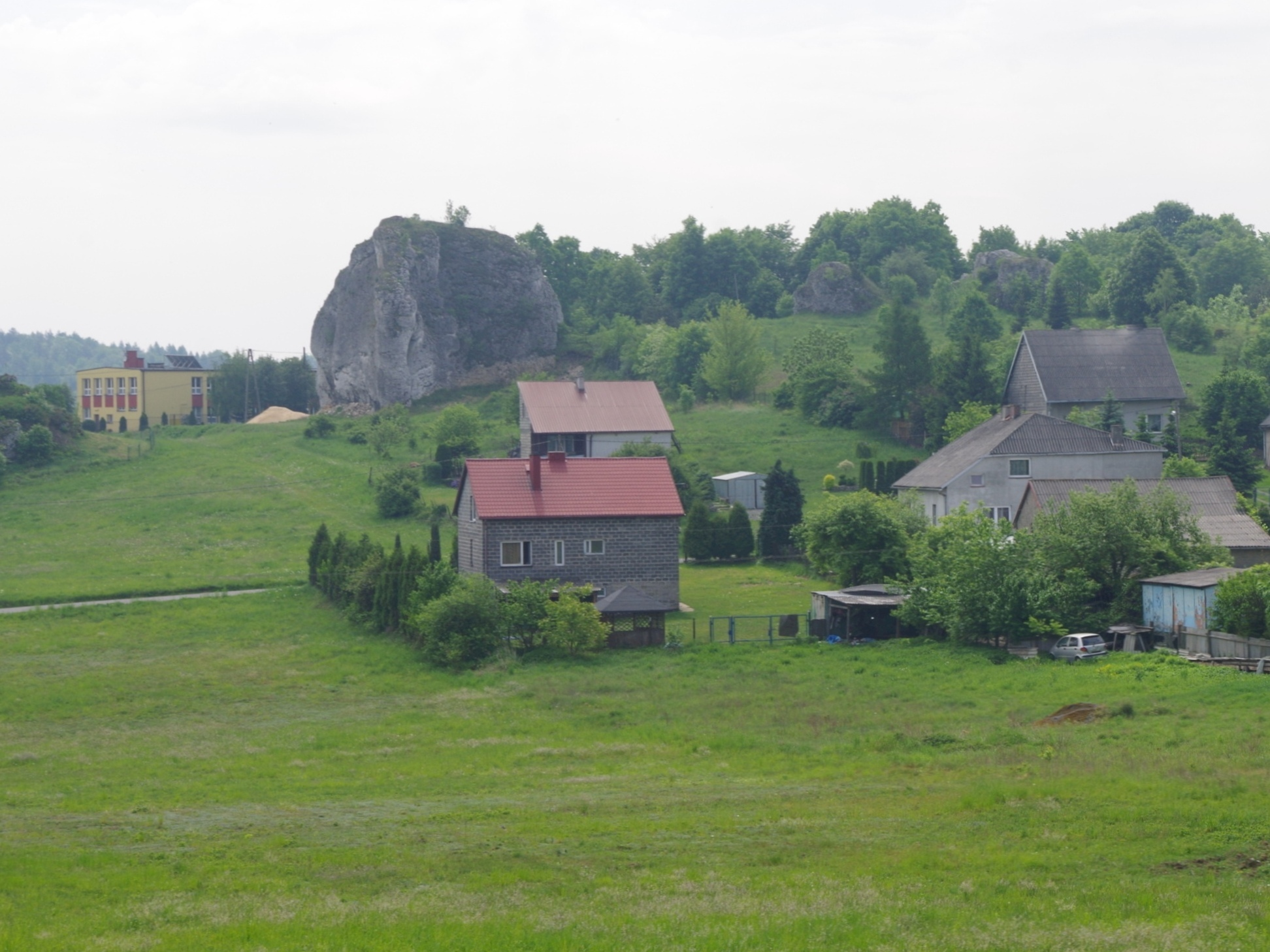
Fragment miejscowości